# 百佳永輝
百佳永輝是由永輝超市、屈臣氏集團和騰訊合資的超級市場集團。百佳永輝旗下品牌包括百佳永輝Bravo及百佳永輝TASTE。
百佳永輝成立於2018年，永輝超市、屈臣氏集團及騰訊分別持股50%、40%及10%。永輝超市為百佳永輝注入廣東二十間Bravo永輝超市，而屈臣氏集團注入50多間百佳與TASTE中國分店。
2024年8月，百佳永輝一個月內結束最少四間分店，包括廣州市越秀名盛廣場店、珠海市優特匯店、中山市時代芳華里店及深圳市樂匯城店。

## 外部連結
- 百佳永輝 （页面存档备份，存于）